# Pampelonne (Tarn)
Pour les articles homonymes, voir Pampelonne.
Pampelonne, en occitan Pampalona, est une commune française située dans le département du Tarn, en région Occitanie. Sur le plan historique et culturel, la commune est dans le Ségala, un territoire s'étendant sur les départements du Tarn et de l'Aveyron, constitué de longs plateaux schisteux, morcelés d'étroites vallées.
Exposée à un climat océanique altéré, elle est drainée par le Viaur, le Céret, le Lieux, le Céroc, le ruisseau de Ségrassiés et par divers autres petits cours d'eau. La commune possède un patrimoine naturel remarquable : un site Natura 2000 (Les « vallées du Tarn, de l'Aveyron, du Viaur, de l'Agout et du Gijou ») et trois zones naturelles d'intérêt écologique, faunistique et floristique.
Pampelonne est une commune rurale qui compte 959 habitants en 2022, après avoir connu un pic de population de 2 283 habitants en 1866. Ses habitants sont appelés les Pampelonnais et Pampelonnaises.

## Géographie

### Localisation
Commune du Massif central située dans le Ségala, à 22 km au nord d'Albi et à 35 km au sud-ouest de Rodez. Elle est limitrophe du département de l'Aveyron.

### Communes limitrophes
Pampelonne est limitrophe de sept autres communes, dont deux du département de l'Aveyron.
Les communes limitrophes sont  Crespin, Mirandol-Bourgnounac, Moularès, Saint-Jean-de-Marcel, Sainte-Gemme, Tanus et Tauriac-de-Naucelle.
|                      | Crespin (Aveyron)    | Tauriac-de-Naucelle (Aveyron) |
| Mirandol-Bourgnounac | Pampelonne           | Tanus                         |
| Sainte-Gemme         | Saint-Jean-de-Marcel | Moularès                      |

### Voies de communication et transports
La commune n'est desservie par aucun service de transport en commun. Les gares les plus proches sont la gare de Carmaux ou la gare de Tanus.

### Hydrographie

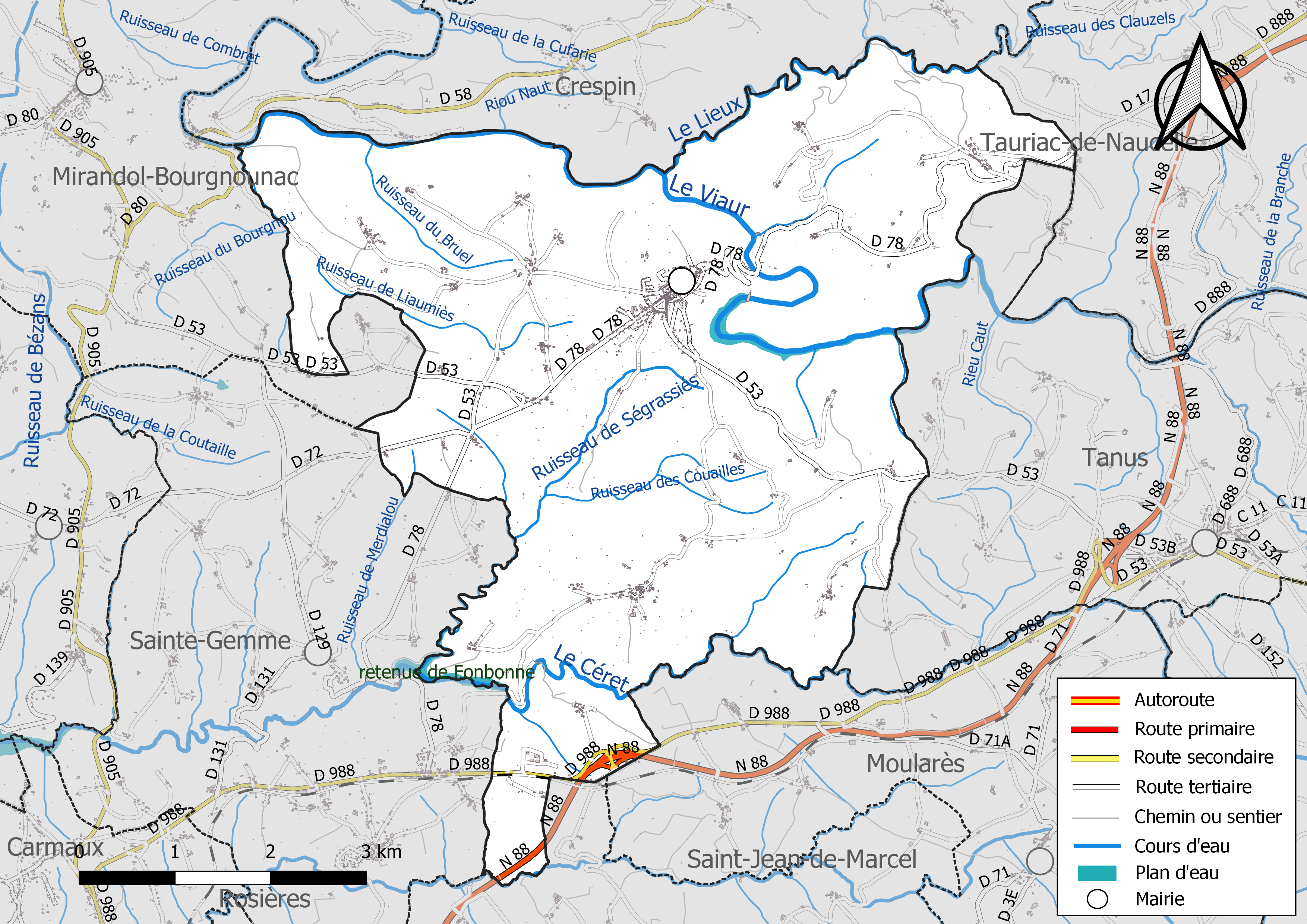
Réseaux hydrographique et routier de Pampelonne.

La commune est dans le bassin de la Garonne, au sein du bassin hydrographique Adour-Garonne. Elle est drainée par le Viaur, le Céret, le Lieux, le Céroc, le ruisseau de Ségrassiés, Riou Naut, le ruisseau del Coucut, le ruisseau de Liaumiès, le ruisseau de Merdialou, le ruisseau des Couailles, le ruisseau du Bruel et par divers petits cours d'eau, qui constituent un réseau hydrographique de 42 km de longueur totale,.
Le Viaur, d'une longueur totale de 168 km, prend sa source dans la commune de Vézins-de-Lévézou et s'écoule d'est en ouest. Il traverse la commune et se jette dans l'Aveyron à Laguépie, après avoir traversé 30 communes.
Le Céret, d'une longueur totale de 28,5 km, prend sa source dans la commune de Montauriol et s'écoule d'est en ouest. Il traverse la commune et se jette dans le Cérou au Ségur, après avoir traversé 10 communes.
Le Lieux, d'une longueur totale de 25,3 km, prend sa source dans la commune de Quins et s'écoule du nord-est au sud-ouest. Il traverse la commune et se jette dans le Viaur à Crespin, après avoir traversé 7 communes.
Le Céroc, d'une longueur totale de 17,7 km, prend sa source dans la commune de Moularès et s'écoule d'est en ouest. Il traverse la commune et se jette dans le Cérou à Carmaux, après avoir traversé 6 communes.

### Climat
Pour des articles plus généraux, voir Climat de l'Occitanie et Climat du Tarn.
En 2010, le climat de la commune est de type climat océanique altéré, selon une étude du Centre national de la recherche scientifique s'appuyant sur une série de données couvrant la période 1971-2000. En 2020, Météo-France publie une typologie des climats de la France métropolitaine dans laquelle la commune est toujours exposée à un climat océanique altéré et est dans la région climatique Sud-est du Massif Central, caractérisée par une pluviométrie annuelle de 1 000 à 1 500 mm, minimale en été, maximale en automne.
Pour la période 1971-2000, la température annuelle moyenne est de 11,8 °C, avec une amplitude thermique annuelle de 15,4 °C. Le cumul annuel moyen de précipitations est de 979 mm, avec 11 jours de précipitations en janvier et 6,5 jours en juillet. Pour la période 1991-2020, la température moyenne annuelle observée sur la station météorologique de Météo-France la plus proche, « Tanus », sur la commune de Tanus à 6 km à vol d'oiseau, est de 12,1 °C et le cumul annuel moyen de précipitations est de 866,6 mm. 
La température maximale relevée sur cette station est de 38,9 °C, atteinte le 23 août 2023 ; la température minimale est de −12,7 °C, atteinte le 9 février 2012,,.
Les paramètres climatiques de la commune ont été estimés pour le milieu du siècle (2041-2070) selon différents scénarios d'émission de gaz à effet de serre à partir des nouvelles projections climatiques de référence DRIAS-2020. Ils sont consultables sur un site dédié publié par Météo-France en novembre 2022.

### Milieux naturels et biodiversité

#### Réseau Natura 2000

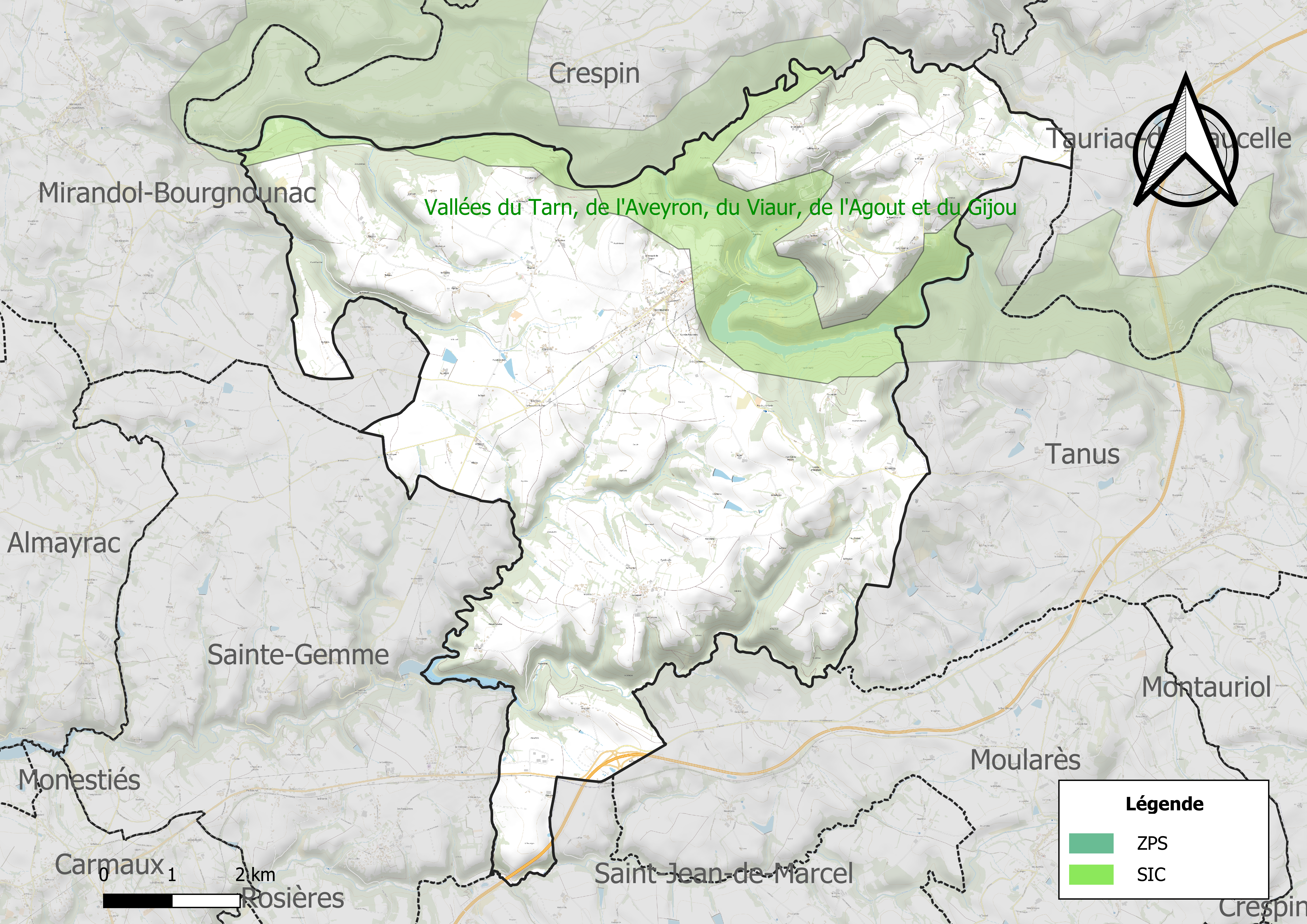
Site Natura 2000 sur le territoire communal.

Le réseau Natura 2000 est un réseau écologique européen de sites naturels d'intérêt écologique élaboré à partir des directives habitats et oiseaux, constitué de zones spéciales de conservation (ZSC) et de zones de protection spéciale (ZPS).
Un site Natura 2000 a été défini sur la commune au titre de la directive habitats : Les « vallées du Tarn, de l'Aveyron, du Viaur, de l'Agout et du Gijou », d'une superficie de 17 144 ha, s'étendant sur 136 communes dont 41 dans l'Aveyron, 8 en Haute-Garonne, 50 dans le Tarn et 37 dans le Tarn-et-Garonne. Elles présentent une très grande diversité d'habitats et d'espèces dans ce vaste réseau de cours d'eau et de gorges. La présence de la Loutre d'Europe et de la moule perlière d'eau douce est également d'un intérêt majeur.

#### Zones naturelles d'intérêt écologique, faunistique et floristique
L’inventaire des zones naturelles d'intérêt écologique, faunistique et floristique (ZNIEFF) a pour objectif de réaliser une couverture des zones les plus intéressantes sur le plan écologique, essentiellement dans la perspective d’améliorer la connaissance du patrimoine naturel national et de fournir aux différents décideurs un outil d’aide à la prise en compte de l’environnement dans l’aménagement du territoire.
Deux ZNIEFF de type 1 sont recensées sur la commune :
la « rivière du Viaur » (698 ha), couvrant 18 communes dont 14 dans l'Aveyron et quatre dans le Tarn, et 
la « vallée du Viaur de Tanus à la confluence du Lieux » (1 035 ha), couvrant 4 communes dont deux dans l'Aveyron et deux dans le Tarn
et une ZNIEFF de type 2, : 
la « vallée du Viaur et ses affluents » (27 587 ha), couvrant 56 communes dont 45 dans l'Aveyron, dix dans le Tarn et une dans le Tarn-et-Garonne.

Carte des ZNIEFF de type 1 et 2 à Pampelonne.
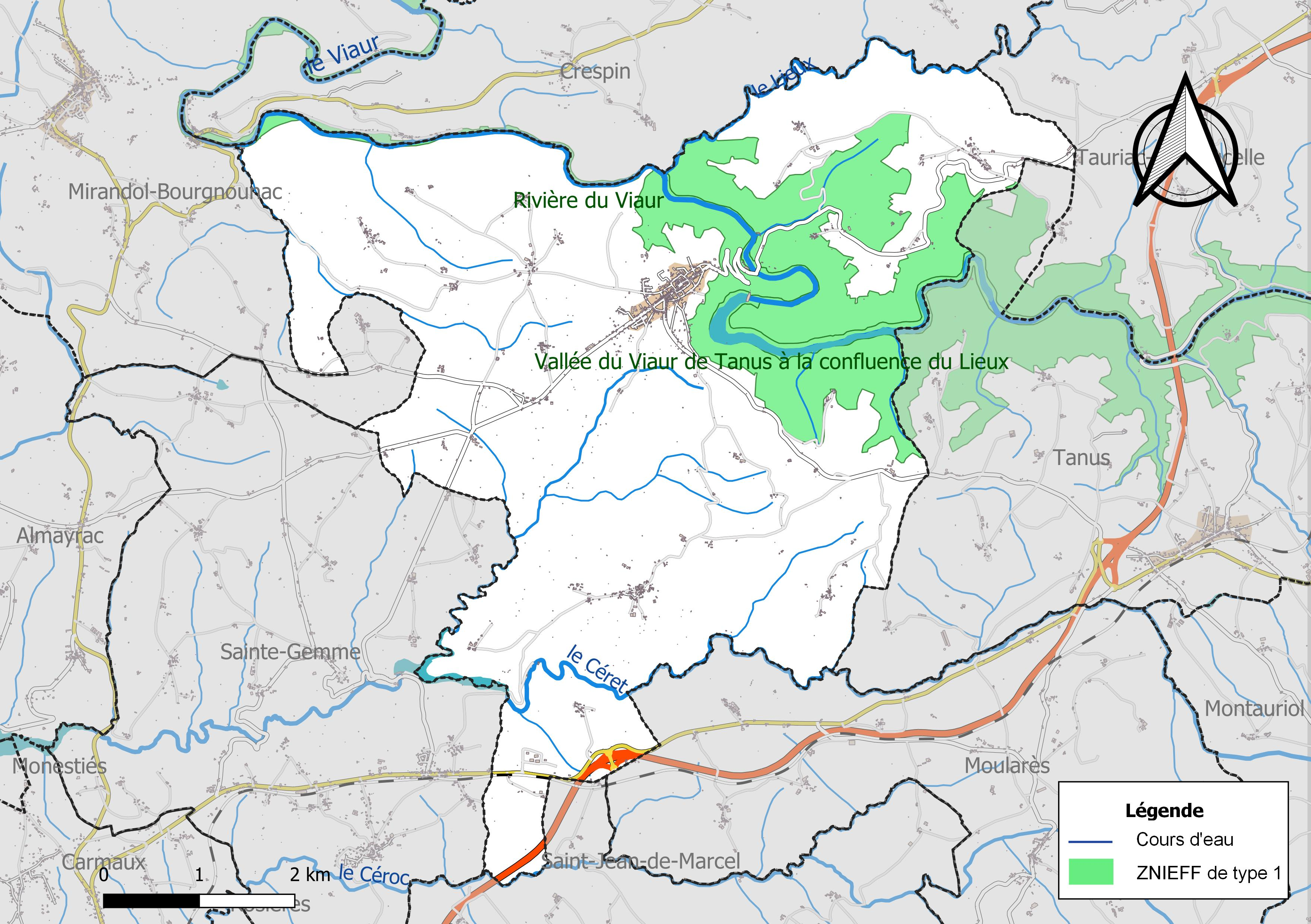
Carte des ZNIEFF de type 1 sur la commune.
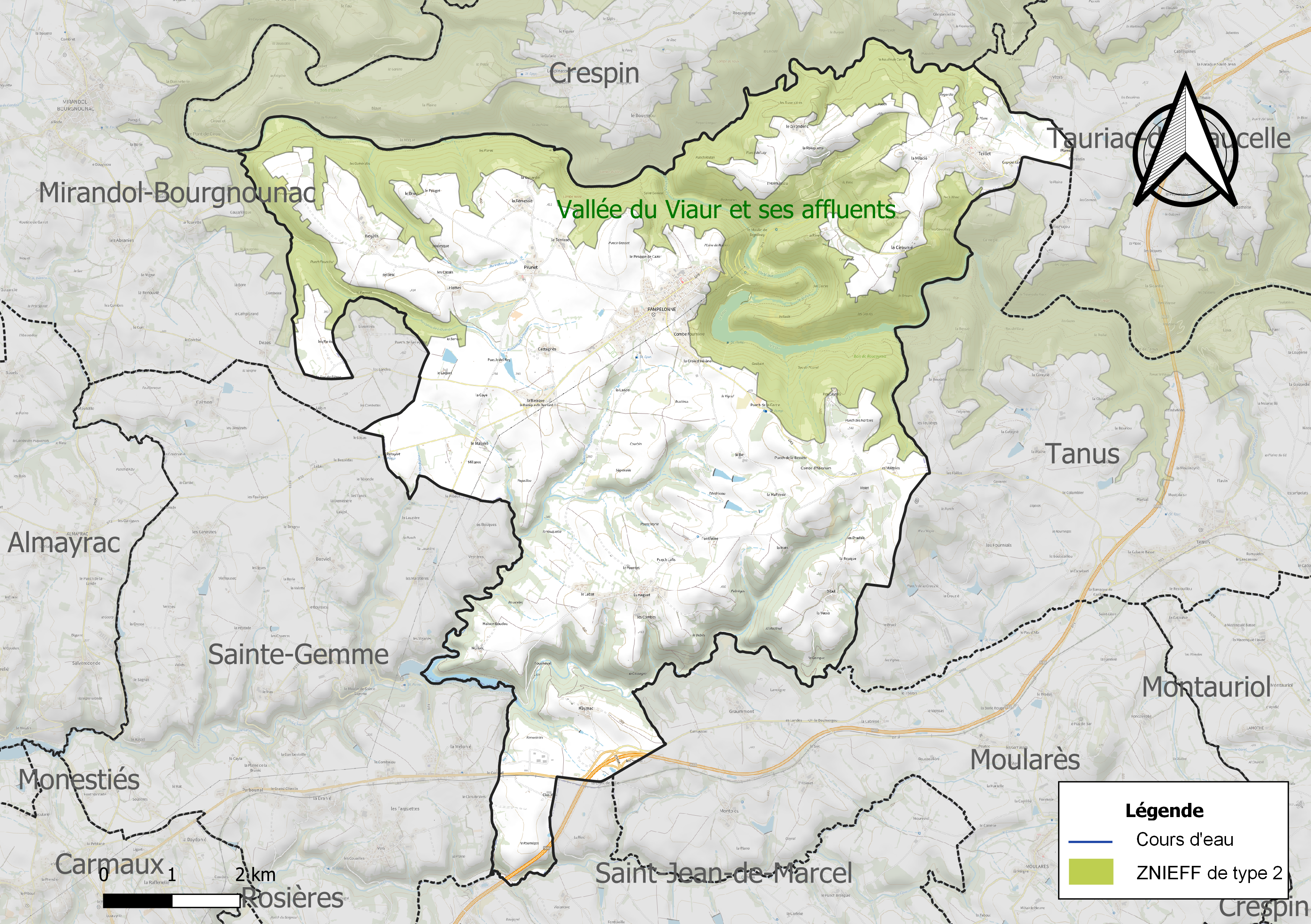
Carte de la ZNIEFF de type 2 sur la commune.

## Urbanisme

### Typologie
Au 1er janvier 2024, Pampelonne est catégorisée commune rurale à habitat dispersé, selon la nouvelle grille communale de densité à sept niveaux définie par l'Insee en 2022.
Elle est située hors unité urbaine et hors attraction des villes,.

### Occupation des sols
L'occupation des sols de la commune, telle qu'elle ressort de la base de données européenne d’occupation biophysique des sols Corine Land Cover (CLC), est marquée par l'importance des territoires agricoles (63,2 % en 2018), une proportion sensiblement équivalente à celle de 1990 (63,6 %). La répartition détaillée en 2018 est la suivante : 
forêts (34,4 %), zones agricoles hétérogènes (21,3 %), terres arables (21,1 %), prairies (20,8 %), eaux continentales (1,5 %), zones urbanisées (0,9 %). L'évolution de l’occupation des sols de la commune et de ses infrastructures peut être observée sur les différentes représentations cartographiques du territoire : la carte de Cassini (XVIIIe siècle), la carte d'état-major (1820-1866) et les cartes ou photos aériennes de l'IGN pour la période actuelle (1950 à aujourd'hui).

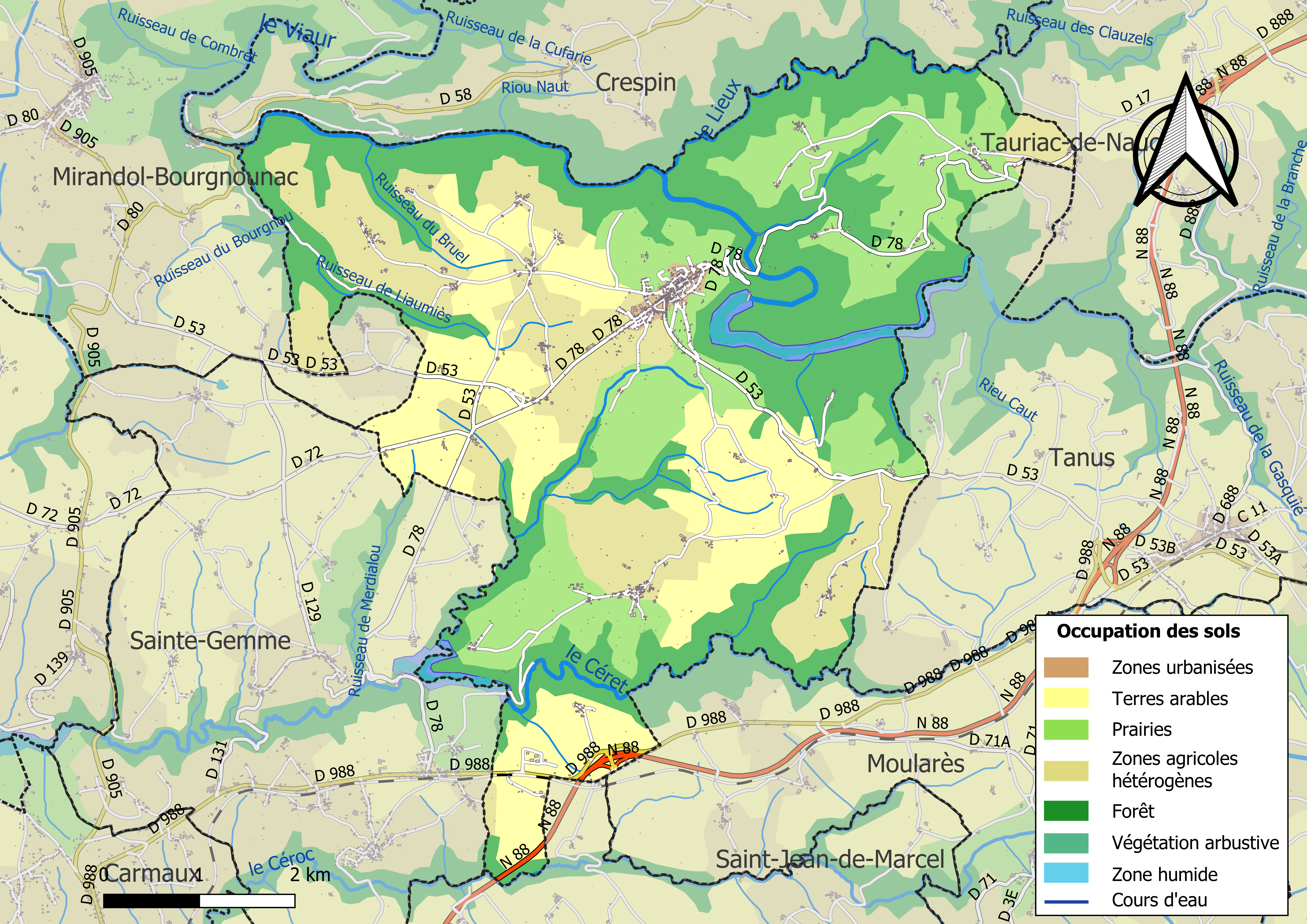
Carte des infrastructures et de l'occupation des sols de la commune en 2018 (CLC).

### Risques majeurs
Le territoire de la commune de Pampelonne est vulnérable à différents aléas naturels : météorologiques (tempête, orage, neige, grand froid, canicule ou sécheresse), inondations, feux de forêts, mouvements de terrains et séisme (sismicité très faible). Il est également exposé à deux risques technologiques, le transport de matières dangereuses et la rupture d'un barrage, et à un risque particulier : le risque de radon. Un site publié par le BRGM permet d'évaluer simplement et rapidement les risques d'un bien localisé soit par son adresse soit par le numéro de sa parcelle.

#### Risques naturels
Certaines parties du territoire communal sont susceptibles d’être affectées par le risque d’inondation par débordement de cours d'eau, notamment le Viaur, le Lieux, le Céret et le Céroc. La cartographie des zones inondables en ex-Midi-Pyrénées réalisée dans le cadre du XIe Contrat de plan État-région, visant à informer les citoyens et les décideurs sur le risque d’inondation, est accessible sur le site de la DREAL Occitanie. La commune a été reconnue en état de catastrophe naturelle au titre des dommages causés par les inondations et coulées de boue survenues en 1982 et 2003,.
Pampelonne est exposée au risque de feu de forêt. En 2022, il n'existe pas de Plan de Prévention des Risques incendie de forêt (PPRif). Le débroussaillement aux abords des maisons constitue l’une des meilleures protections pour les particuliers contre le feu,.

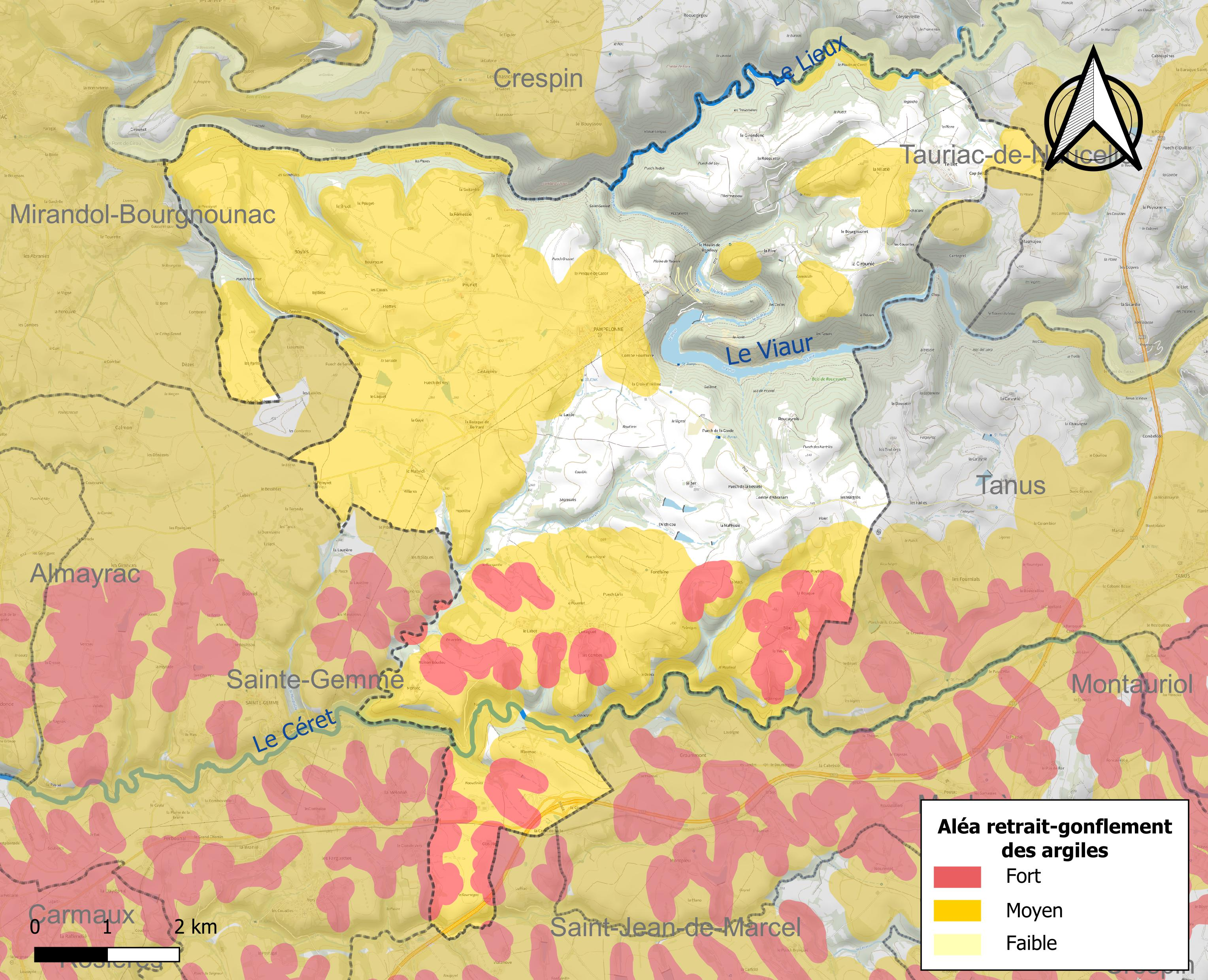
Carte des zones d'aléa retrait-gonflement des sols argileux de Pampelonne.

La commune est vulnérable au risque de mouvements de terrains constitué principalement du retrait-gonflement des sols argileux. Cet aléa est susceptible d'engendrer des dommages importants aux bâtiments en cas d’alternance de périodes de sécheresse et de pluie. 58,2 % de la superficie communale est en aléa moyen ou fort (76,3 % au niveau départemental et 48,5 % au niveau national). Sur les 533 bâtiments dénombrés sur la commune en 2019, 426 sont en aléa moyen ou fort, soit 80 %, à comparer aux 90 % au niveau départemental et 54 % au niveau national. Une cartographie de l'exposition du territoire national au retrait gonflement des sols argileux est disponible sur le site du BRGM,.
Par ailleurs, afin de mieux appréhender le risque d’affaissement de terrain, l'inventaire national des cavités souterraines permet de localiser celles situées sur la commune.

#### Risques technologiques
Le risque de transport de matières dangereuses sur la commune est lié à sa traversée par des infrastructures routières ou ferroviaires importantes ou la présence d'une canalisation de transport d'hydrocarbures. Un accident se produisant sur de telles infrastructures est susceptible d’avoir des effets graves sur les biens, les personnes ou l'environnement, selon la nature du matériau transporté. Des dispositions d’urbanisme peuvent être préconisées en conséquence.
La commune est en outre située en aval d'un barrage de classe A. À ce titre elle est susceptible d’être touchée par l’onde de submersion consécutive à la rupture de cet ouvrage.

#### Risque particulier
Dans plusieurs parties du territoire national, le radon, accumulé dans certains logements ou autres locaux, peut constituer une source significative d’exposition de la population aux rayonnements ionisants. Certaines communes du département sont concernées par le risque radon à un niveau plus ou moins élevé. Selon la classification de 2018, la commune de Pampelonne est classée en zone 2, à savoir zone à potentiel radon faible mais sur lesquelles des facteurs géologiques particuliers peuvent faciliter le transfert du radon vers les bâtiments.

## Toponymie
Pampelonne fut fondée par Eustache de Beaumarché, qui dénomma la nouvelle bastide d'après Pampelune, ville où il avait été gouverneur.

## Histoire
Créée par le sénéchal Eustache de Beaumarché en 1290, Pampelonne était une bastide royale au XIIIe siècle. De cette époque subsistent la place carrée particulière aux bastides et une tour d’angle au cœur du village puisque les maisons ont perdu leurs arcades et les fossés entourant les alentours de la place ont été bouchés au début des années 1900.
Voguant en prou du méandre[style à revoir], cette place est restée imprenable, du moins par la force, puisqu’en 1381, une bande de routiers anglais l’a pris par surprise. Ces mêmes Anglais occupèrent aussi le village des Planques (commune de Tanus), dont il ne reste qu’une passerelle et la chapelle. Ce bâtiment qui surplombe la vallée du Viaur a été construit aux XIIe et XIIIe siècles. Elle est l’unique vestige encore debout du village des Planques, qui s’est réduit à n’être qu’un village fantôme dans les années 1920.

### Héraldique
| Pampelonne | Son blasonnement est : Parti : au premier d'azur à la tour donjonnée posée sur un rocher, accostée en chef d'une lune contournée et d'un soleil, le tout d'argent, au second de gueules à l'escarboucle de chaînes d'or ; enté en pointe d'argent à la hure de sanglier de sable. |

## Politique et administration
| Période                                  | Période        | Identité                     | Étiquette | Qualité                               |
| ---------------------------------------- | -------------- | ---------------------------- | --------- | ------------------------------------- |
| juin 1830                                | janvier 1835   | Joseph Alphonse Gayde Savary |           |                                       |
| janvier 1835                             | mai 1848       | Jean Pierre Guillaume Mader  |           |                                       |
| juin 1848                                | septembre 1848 | Pierre Victor Vidal          |           |                                       |
| octobre 1848                             | mars 1851      | François Larroque            |           |                                       |
| avril 1851                               | septembre 1866 | Pierre Victor Vidal          |           | ancien proviseur du lycée de Toulouse |
| septembre 1866                           | décembre 1869  | Casimir Alexandre Esquilat   |           | avocat notaire                        |
| janvier 1870                             | avril 1882     | François Larroque            |           | propriétaire foncier                  |
| mai 1882                                 | décembre 1884  | Jean Baptiste Blanc          |           | propriétaire foncier                  |
| janvier 1885                             | avril 1912     | Alban Connac                 |           | médecin                               |
| 1912                                     | avril 1925     | Paul Blanc                   | SFIO      | négociant                             |
| mai 1925                                 | avril 1928     | Auguste Cannac               | SFIO      |                                       |
| mai 1928                                 | 1941           | Joseph Décuq                 | SFIO      |                                       |
| 1945                                     | 1953           | Joseph Décuq                 | SFIO      |                                       |
| mars 2001                                | mars 2014      | Jacques Astruc               |           |                                       |
| mars 2014                                | En cours       | Guy Malaterre                | PS        | Conseiller départemental depuis 2015  |
| Les données manquantes sont à compléter. |                |                              |           |                                       |

## Démographie
| 1793  | 1800  | 1806  | 1821  | 1831  | 1836  | 1841  | 1846  | 1851  |
| ----- | ----- | ----- | ----- | ----- | ----- | ----- | ----- | ----- |
| 1 740 | 1 412 | 1 918 | 1 929 | 1 992 | 2 010 | 2 025 | 2 153 | 2 277 |

| 1856  | 1861  | 1866  | 1872  | 1876  | 1881  | 1886  | 1891  | 1896  |
| ----- | ----- | ----- | ----- | ----- | ----- | ----- | ----- | ----- |
| 2 235 | 2 268 | 2 283 | 2 202 | 2 211 | 2 011 | 1 966 | 1 813 | 1 742 |

| 1901  | 1906  | 1911  | 1921  | 1926  | 1931  | 1936  | 1946  | 1954 |
| ----- | ----- | ----- | ----- | ----- | ----- | ----- | ----- | ---- |
| 1 606 | 1 543 | 1 485 | 1 939 | 1 314 | 1 262 | 1 234 | 1 108 | 978  |

| 1962 | 1968 | 1975 | 1982 | 1990 | 1999 | 2006 | 2011 | 2016 |
| ---- | ---- | ---- | ---- | ---- | ---- | ---- | ---- | ---- |
| 910  | 873  | 833  | 671  | 715  | 669  | 702  | 786  | 855  |

| 2021 | 2022 | - | - | - | - | - | - | - |
| ---- | ---- | - | - | - | - | - | - | - |
| 919  | 959  | - | - | - | - | - | - | - |

## Économie

### Revenus
En 2018, la commune compte 360 ménages fiscaux, regroupant 777 personnes. La médiane du revenu disponible par unité de consommation est de 19 320 € (20 400 € dans le département).

### Emploi
|                | 2008  | 2013  | 2018  |
| -------------- | ----- | ----- | ----- |
| Commune        | 5,9 % | 9,2 % | 5,9 % |
| Département    | 8,2 % | 9,9 % | 10 %  |
| France entière | 8,3 % | 10 %  | 10 %  |

En 2018, la population âgée de 15 à 64 ans s'élève à 418 personnes, parmi lesquelles on compte 72,5 % d'actifs (66,6 % ayant un emploi et 5,9 % de chômeurs) et 27,5 % d'inactifs,. Depuis 2008, le taux de chômage communal (au sens du recensement) des 15-64 ans est inférieur à celui de la France et du département.
La commune est hors attraction des villes,. Elle compte 228 emplois en 2018, contre 187 en 2013 et 171 en 2008. Le nombre d'actifs ayant un emploi résidant dans la commune est de 283, soit un indicateur de concentration d'emploi de 80,7 % et un taux d'activité parmi les 15 ans ou plus de 42,7 %.
Sur ces 283 actifs de 15 ans ou plus ayant un emploi, 105 travaillent dans la commune, soit 37 % des habitants. Pour se rendre au travail, 81,2 % des habitants utilisent un véhicule personnel ou de fonction à quatre roues, 2,1 % les transports en commun, 11,1 % s'y rendent en deux-roues, à vélo ou à pied et 5,6 % n'ont pas besoin de transport (travail au domicile).

### Activités hors agriculture

#### Secteurs d'activités
106 établissements sont implantés  à Pampelonne au 31 décembre 2019. Le tableau ci-dessous en détaille le nombre par secteur d'activité et compare les ratios avec ceux du département,.
| Secteur d'activité                                                                                        | Commune | Commune | Département |
| Secteur d'activité                                                                                        | Nombre  | %       | %           |
| --- | ------- | ------- | ----------- |
| Ensemble                                                                                                  | 106     |         |             |
| Industrie manufacturière, industries extractives et autres                                                | 31      | 29,2 %  | (13 %)      |
| Construction                                                                                              | 18      | 17 %    | (12,5 %)    |
| Commerce de gros et de détail, transports, hébergement et restauration                                    | 22      | 20,8 %  | (26,7 %)    |
| Information et communication                                                                              | 2       | 1,9 %   | (2,1 %)     |
| Activités immobilières                                                                                    | 2       | 1,9 %   | (4,2 %)     |
| Activités spécialisées, scientifiques et techniques et activités de services administratifs et de soutien | 14      | 13,2 %  | (13,8 %)    |
| Administration publique, enseignement, santé humaine et action sociale                                    | 13      | 12,3 %  | (15,5 %)    |
| Autres activités de services                                                                              | 4       | 3,8 %   | (9 %)       |

Le secteur de l'industrie manufacturière, des industries extractives et autres est prépondérant sur la commune puisqu'il représente 29,2 % du nombre total d'établissements de la commune (31 sur les 106 entreprises implantées  à Pampelonne), contre 13 % au niveau départemental.

#### Entreprises et commerces
- Société des Mines et Fonderies de Zinc de la Vieille-Montagne.

### Agriculture
La commune est dans le Segala, une petite région agricole située dans le nord-est du département du Tarn. C’est la relative pauvreté du sol de cette région où ne poussait jadis que le seigle qui a donné son nom à cette aire géographique. Situé en moyenne altitude, le Ségala s’étend sur des territoires vallonnés et riches en schiste. En 2020, l'orientation technico-économique de l'agriculture  sur la commune est la polyculture et/ou le polyélevage.
|               | 1988  | 2000  | 2010  | 2020  |
| ------------- | ----- | ----- | ----- | ----- |
| Exploitations | 76    | 42    | 31    | 28    |
| SAU (ha)      | 1 844 | 1 483 | 1 305 | 1 358 |

Le nombre d'exploitations agricoles en activité et ayant leur siège dans la commune est passé de 76 lors du recensement agricole de 1988  à 42 en 2000 puis à 31 en 2010 et enfin à 28 en 2020, soit une baisse de 63 % en 32 ans. Le même mouvement est observé à l'échelle du département qui a perdu pendant cette période 58 % de ses exploitations,. La surface agricole utilisée sur la commune a également diminué, passant de 1 844 ha en 1988 à 1 358 ha en 2020. Parallèlement la surface agricole utilisée moyenne par exploitation a augmenté, passant de 24 à 49 ha.

### Le barrage de Thuriès

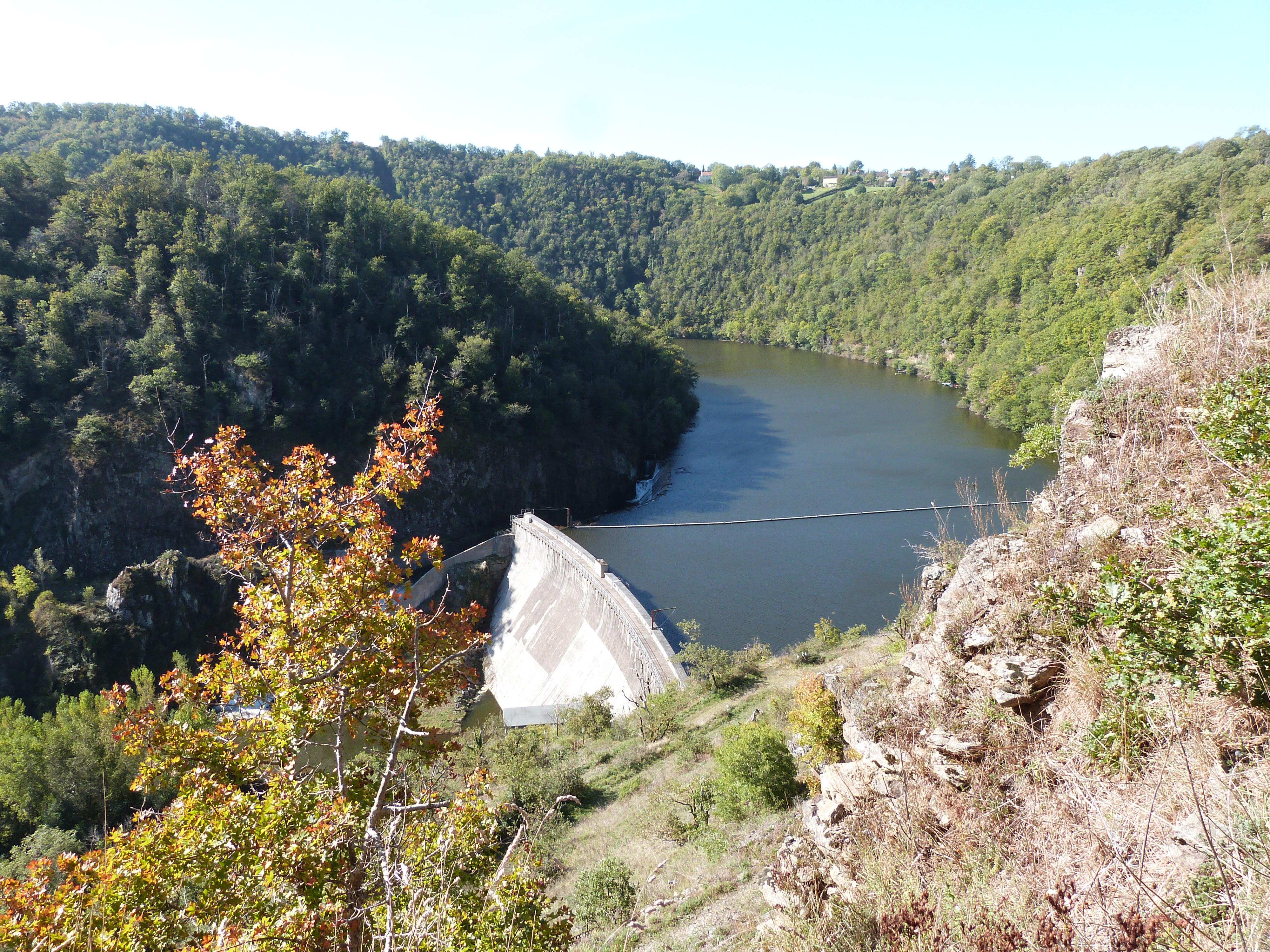
Le barrage de Thuriès.

Le barrage de Thuriès a été construit en 1919, le barrage fait 30,70 mètres au point le plut haut sur 106 mètres de long. Le barrage de Thuriès est un barrage de type poids de béton de forme courbée. Ce type de barrage présente une section triangulaire très large à sa base, qui s'affine à l'approche du sommet. C'est le poids du mur en béton qui retient la poussée de l'eau.
L'usine composée de quatre groupes de générateurs fournit un maximum de 4,4 mégawatts à l'heure. Sa production annuelle se situe entre 15 000 et 20 000 mégawatts.
Due à l'initiative d'Edouard Vergnes, de Castelpers, sa réalisation apporta à la Société des Mines et Fonderies de Zinc de la Vieille-Montagne à Viviez, la quantité d'énergie qu'exigeraient ses fours.
Sa construction noya deux moulins situés en amont.

## Culture locale et patrimoine

### Lieux et monuments
- Église Notre-Dame de Pampelonne.
- Église Saint-Jean-Baptiste de Prunet.
- Église Saint-Marcellin de Lunaguet.
- Église Saint-Martin de Teillet.

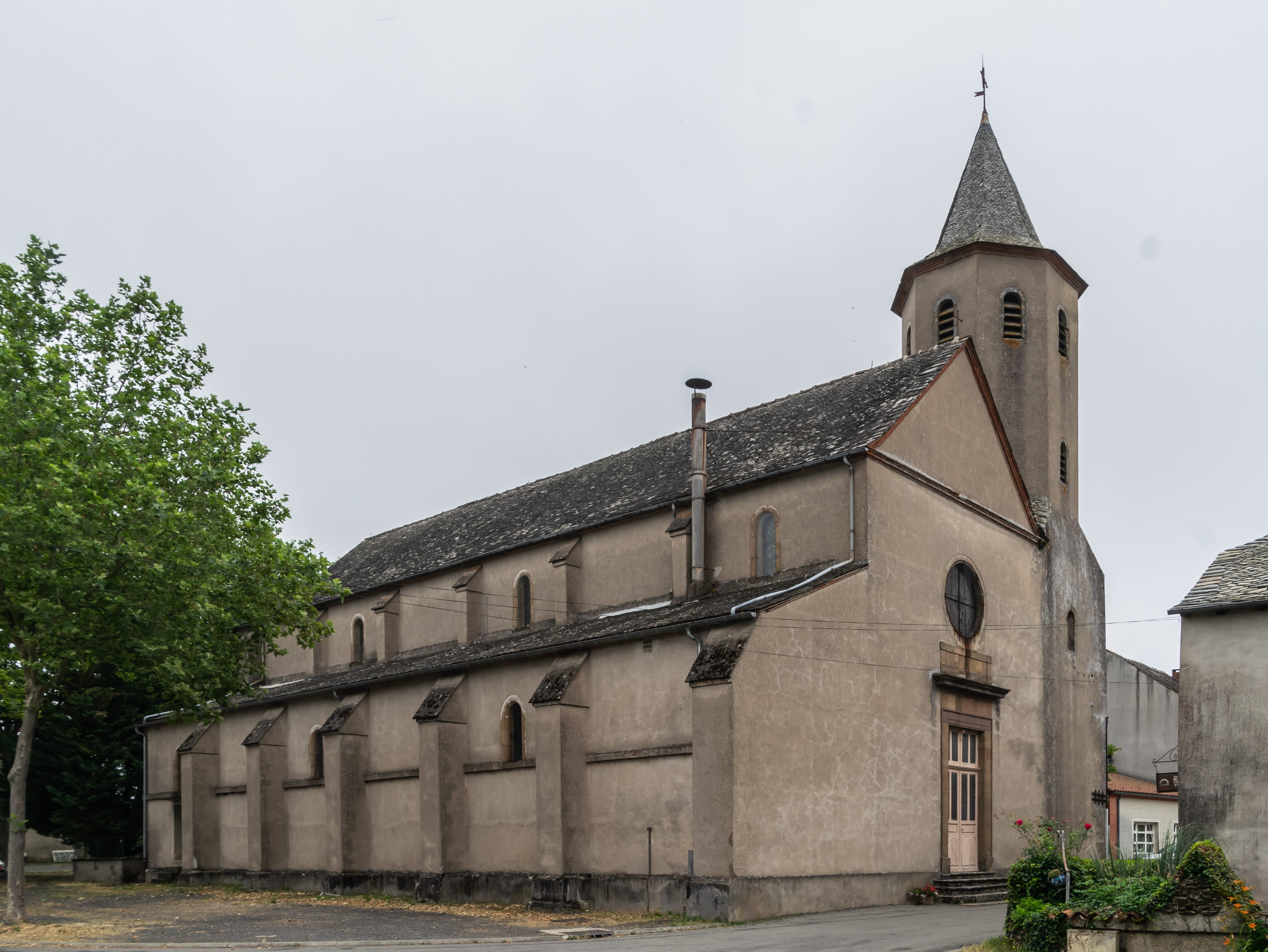
Église Notre-Dame de Pampelonne
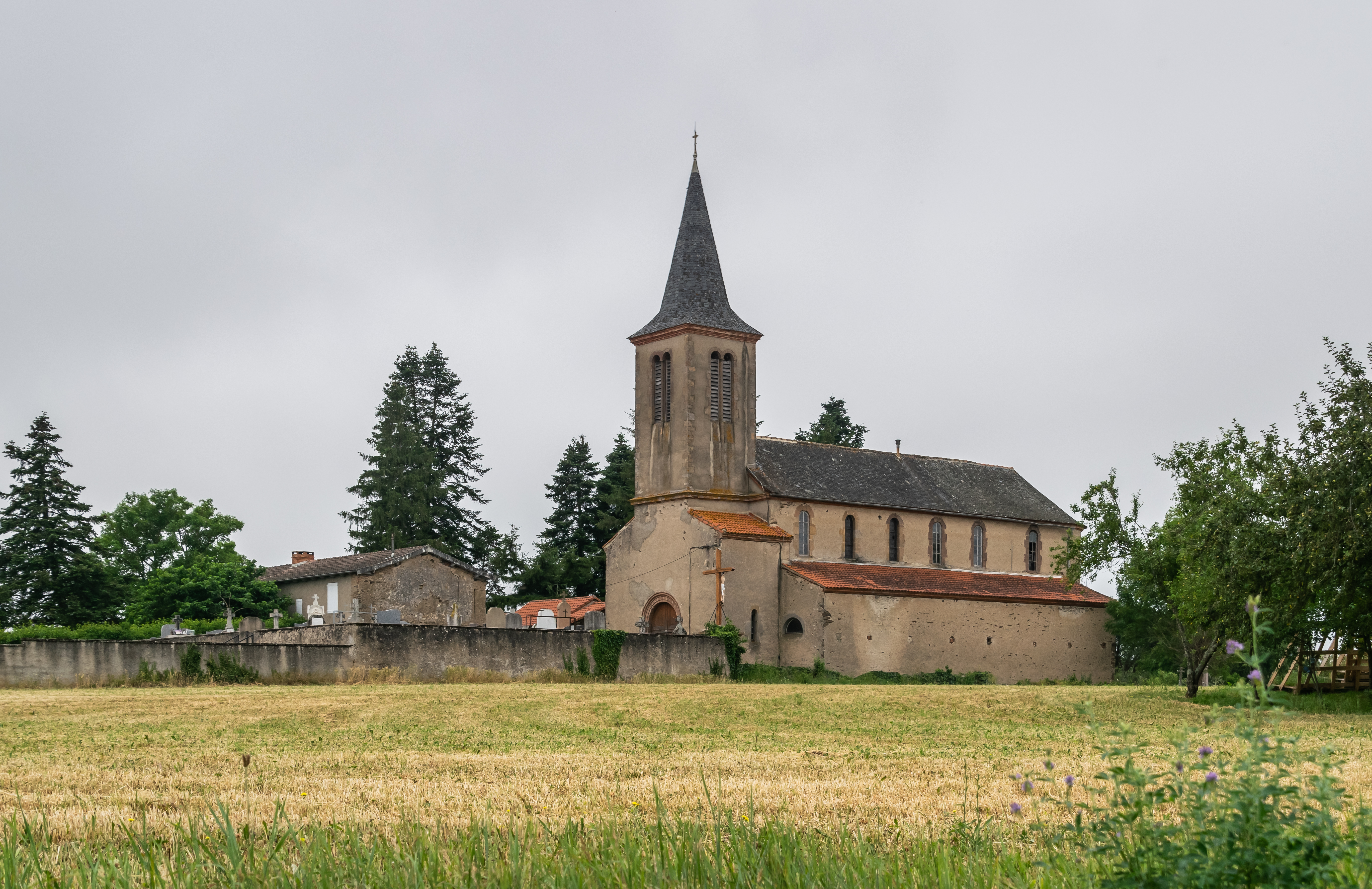
Église Saint-Jean-Baptiste de Prunet

En arrivant dans la ville, on rencontre d'abord une assez vaste place entourée de maisons qui est terminée par une rue longue et large qui conduit à la porte principale de ce qu'on nomme la ville, où l'on voit les restes d'un ancien fort.
Elle a deux portes et est environnée de fossés et d'une promenade, elle renferme une autre place qui se termine par une rue semblable à la première, au bout de laquelle, sans changer de direction, se trouve encore une grande place, d'où l'on entre en plate campagne.
- Château de Chambeuil.

### Le château de Thuriès

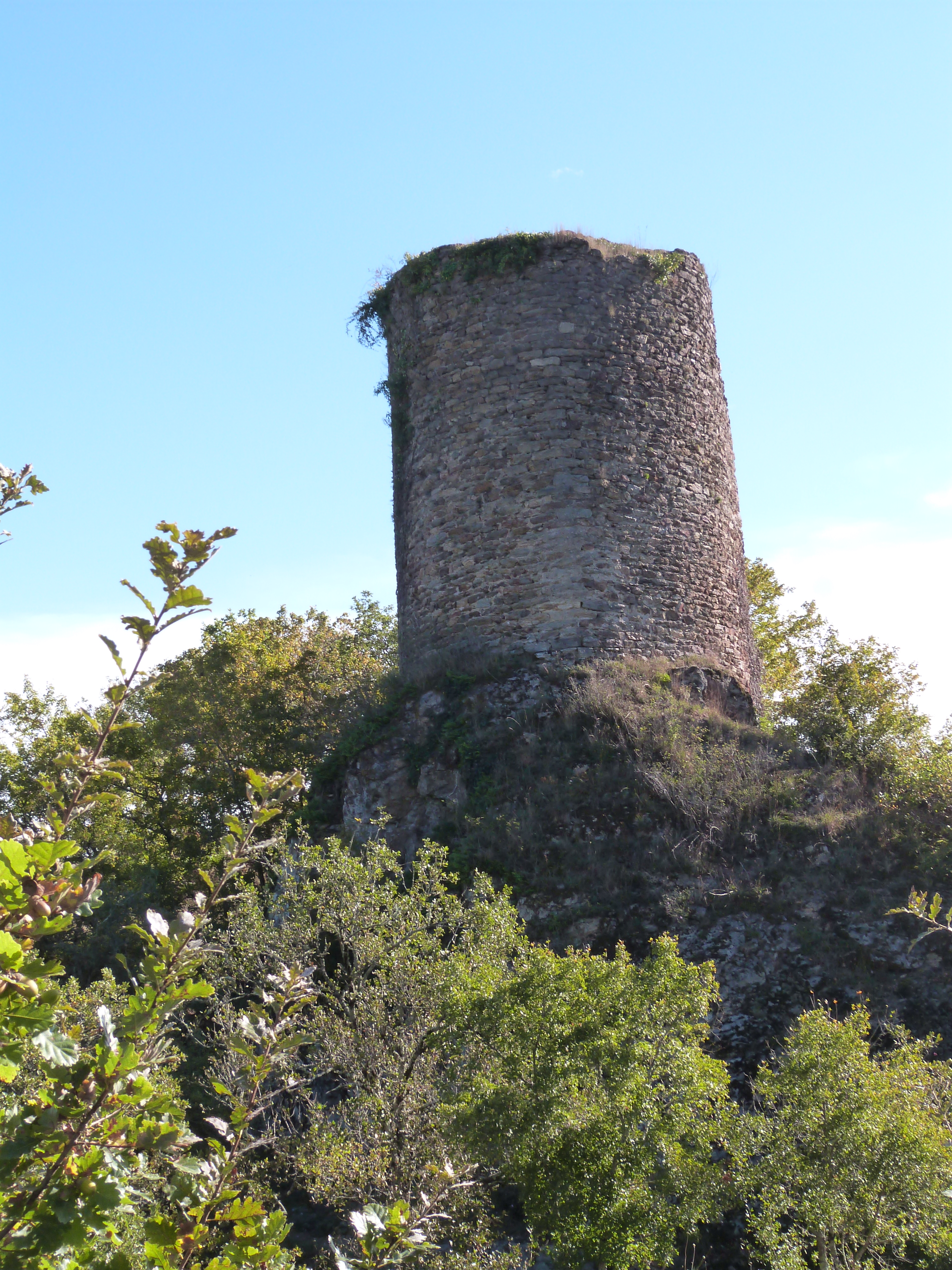
La tour du château de Thuriès.

Dans le paysage des gorges du Viaur, près de Pampelonne, se dresse, austère et majestueux, le donjon du château de Thuriès.
Les origines de ce château se perdent dans la nuit des temps[style à revoir]. Il n'a pas été possible de retrouver un seul écrit mentionnant sa construction. Celle-ci doit remonter aux débuts de la féodalité. Il faut consulter le cartulaire des « Alamon » du XIIIe siècle pour trouver les premières traces du château.
Sicard Alamon le Vieux faisant des dons à toutes les églises de son domaine en 1275, cite, parmi de nombreux noms, celui de Thuriès. Mort la même année, il lègue par son testament la seigneurie et le village de Thuriès à son fils Sicard Alamon le Jeune.
En 1275, un château et un village existaient donc. Des actes antérieurs, nous font penser que ce village n'était pas situé sur l'emplacement actuel de Pampelonne, mais plutôt sur le versant de la vallée à proximité du château, il n'en reste aucune trace.

### La vallée du Viaur
La vallée du Viaur est formée par une profonde fracture dans les roches primitives et à longtemps protégé le Ségala Carmausin par diverses invasions.
Pour le Viaur, la racine du nom, préceltique, vient de Vig (cours, chemin). On la retrouve dans de nombreux autres cas comme la Vienne qui s’appelait Vigenna. Le « g » intervocalique (entre deux voyelles) s'est enlevé automatiquement. A la racine Vig a été rajouté le radical awlawa qui est à l'origine du nom de plusieurs rivières ou fleuves. Donc Vig + aw - r devient Viaur et Vig + ulu (diminutif) a donné le nom au Vioulou (petit Viaur) son affluent en amont.
Le Viaur prend sa source dans le département de l'Aveyron, dans la partie nord du parc naturel régional des Grands Causses, au pied du pic du Pal à 1 090 m d'altitude, point de jonction des massifs des Palanges et du Lévézou. Le Viaur est la frontière naturelle entre le massif boisé des Palanges, dont le sommet le pic du Pal culmine à 1 155 mètres, et la chaine de montagne voisine du Lévézou dont le point le plus élevé, le mont Seigne, atteint 1 128 mètres.
Sur l'aval, son parcours fait aussi office de frontière entre l'Aveyron et le département du Tarn. Il a été nécessaire de construire deux gigantesques viaducs pour le franchissement de la vallée : le viaduc ferroviaire du Viaur qui le domine de 120 mètres, suivi du viaduc autoroutier de Tanus. Il se jette dans l'Aveyron (rivière Aveyron) rive gauche, à Laguépie dans le département de Tarn-et-Garonne.

### Personnalités liées à la commune
- Jean Laurans, homme politique né en 1763 à Pampelonne et décédé le 30 mars 1820 à Paris.
- Lucien Fabre, né à Pampelonne le 14 février 1889, qui a obtenu le Prix Goncourt en 1923.
- Auguste Cannac, conseiller général et maire (1859 - 1927). Auguste Cannac naquit le 9 novembre 1859. Dévoué, combattant de la bonne cause, il fut dans le canton de Pampelonne l’un des pionniers du Parti socialiste. Instruit et vivant de l’avis même des paysans, il fut l’un des bons organisateurs de cette région rurale voisine de l’Aveyron.
- Adrien Gay de Savary, sénateur (1889 - 1940). Adrien Alphonse Hippolyte Gay de Savary naît à Pampelonne le 26 juin 1848. Avocat inscrit au barreau d’Albi il deviendra maire de la ville en 1888, conseiller général en 1898, puis président de l’assemblée départementale. Inscrit au groupe de la gauche démocratique, il représente le Tarn au Sénat de 1898 à 1927.
- Eustache de Beaumarché.

## Vie pratique

### Événements
Le premier week-end de juillet, c'est la Fête du livre et de la gourmandise. Une manifestation qui bouge, reconnue régionalement pour la qualité de sa programmation et de son organisation :
- des auteurs venus des quatre coins de l'hexagone et des pays voisins ;
- des artistes et des disciplines culturelles différentes ;
- des dégustations renouvelées à chaque édition[47].

## Pour approfondir